# Hoochie Coochie Band
Hoochie Coochie Band es una banda de blues con base en Menorca.
Fundada en 2005, actuó por primera vez en la "VII Festival de Jazz de Menorca" en 2006, y actuó en los distintos festivales de verano de la isla, y los locales, terrazas y hoteles de las zonas turísticas de la isla. En las temporadas de invierno, hicieron salidas a Mallorca con su minigira. Actuaron en el ya desaparecido BluesVille de Palma de Mallorca, en el Art Club de Inca o en Es Garito de Santañí entre otros, también en Porreras y la Colonia de San Jorge. También dejaron su huella en Cataluña, pasaron per El Racó de La Palma de Reus, Sala La Moderna de Villafranca del Panadés, La Lluna a Santa Coloma de Gramanet, en Badalona, o en la Sala Monasterio de Barcelona.
Hoochie Coochie Band eran Joe Mina a la voz, bajo y armónica, Martí Genestar a la guitarra, Pedro Sánchez a la guitarra y voces, y Toni Star a la batería. Cabe destacar que en la formación inicial estuvo Pacífic Camps en lugar de Pedro, después pasó el argentino Danailo Mangiaterra, y finalmente Pedro. La Banda menorquina estuvo en activo hasta el 2010, teeminando con más de 1000 conciertos a sus espaldas.

## Discografía
- 2006: The blues is allright - El blues es de kullons - Menorca